# Женская сборная Боснии и Герцеговины по баскетболу
Женская сборная Боснии и Герцеговины по баскетболу — женская сборная команда Боснии и Герцеговины, представляющая эту страну на международных баскетбольных соревнованиях. До обретения независимости в 1992 году боснийские игроки выступали за Югославию.

## История
Первыми крупными соревнованиями, в которых после провозглашения независимости Боснии и Герцеговины приняла участие женская баскетбольная команда этой страны, стали Средиземноморские игры 1993 года. В финале баскетбольного турнира боснийки одолели Италию, завоевав золотые медали — этот успех является лучшим результатом команды в истории.
В 1997 году сборная Боснии и Герцеговины впервые отобралась на Чемпионат Европы, выиграв все 6 матчей своей группы в квалификационном раунде. На групповом этапе основного турнира команда заняла 5-е место и выбыла из борьбы за медали. Проиграв все матчи плей-офф утешительного турнира, Босния и Герцеговина завершила турнир на 12-м месте.
В 1999 году второй раз подряд боснийки квалифицировались на Евробаскет. После поражения во всех пяти матчах группового этапа в финале утешительного турнира проиграли команде Латвии и заняли итоговое 10-е место.
В 2021 году, спустя почти 22 года, Босния и Герцеговина вновь квалифицировалась на чемпионат Европы. Впервые в истории представительницы этой страны вышли в плей-офф Евробаскета, однако уже в четвертьфинале уступили Франции со счетом 67:80. Одолев в квалификационном матче шведок, женская команда Боснии и Герцеговины заняла итоговое 5-е место на этом турнире и завоевала право на участие в чемпионате мира 2022.

## Результаты

### Чемпионаты мира
- 2022: 12-е место

### Чемпионаты Европы
- 1997: 12-е место
- 1999: 10-е место
- 2021: 5-е место

### Средиземноморские игры
- 1993:  1-е место

## Состав
Заявка сборной Боснии и Герцеговины на отборочные матчи к чемпионату Европы-2023 против Бельгии и Северной Македонии, прошедшие 11 и 14 ноября 2021 года.
| Перейти к шаблону «Состав сборной Боснии и Герцеговины по баскетболу» | Состав сборной Боснии и Герцеговины по баскетболу |  |

| Поз. | №  | Имя              | Дата рождения (возраст)  | Рост   | Клуб               |
| ---- | -- | ---------------- | ------------------------ | ------ | ------------------ |
| РЗ   | 4  | Милица Деура     | 12 июля 1990 (35 лет)    | 178 см | Келтерн            |
| РЗ   | 5  | Мильяна Джомбета | 5 июля 1994 (31 год)     | 175 см | Сату-Маре          |
| РЗ   | 7  | Николина Бабич   | 16 февраля 1995 (30 лет) | 177 см | Прометей           |
| ЛФ   | 8  | Неджла Ковачевич | 10 октября 1997 (27 лет) | 180 см | Патерна            |
| РЗ   | 9  | Драгана Домузин  | 3 ноября 2000 (24 года)  | 174 см | Хернер             |
| АЗ   | 11 | Николина Делич   | 1 ноября 1996 (28 лет)   | 184 см | Ежица              |
| Ц    | 11 | Сара Хельич      | 27 ноября 2000 (24 года) | 192 см | Вашаш              |
| ТФ   | 15 | Николина Джебо   | 11 августа 1995 (29 лет) | 186 см | Плей-офф (Сараево) |
| РЗ   | 24 | Матеа Тавич      | 29 мая 1992 (33 года)    | 178 см | Келтерн            |
| РЗ   | 25 | Анджела Делич    | 1 ноября 1996 (28 лет)   | 181 см | Берое              |
| ЛФ   | 33 | Милина Мишельич  | 18 марта 1998 (27 лет)   | 183 см | Црвена Звезда      |
| Ц    | 35 | Джонквел Джонс   | 5 января 1994 (31 год)   | 198 см | УГМК               |